# Santana de Parnaíba
Santana de Parnaíba város Brazíliában, São Paulo államban. Lakosainak száma 154 105 fő (2022). Santana de Parnaíba Osasco, São Paulo, Pirapora do Bom Jesus, Cajamar, Barueri, Araçariguama, Itapevi és São Roque községekkel határos.

## Népesség
A település népességének változása:
| Lakosok száma | 74 828 | 108 813 | 126 574 | 142 301 | 145 073 | 154 105 |
|               | 2000   | 2010    | 2015    | 2020    | 2021    | 2022    |